# Astragalus kawakamii
Astragalus kawakamii är en ärtväxtart som beskrevs av Jinzô Matsumura. Astragalus kawakamii ingår i släktet vedlar, och familjen ärtväxter. Inga underarter finns listade i Catalogue of Life.